# 石山麻弥
石山 麻弥（いしやま あや、1988年1月8日 - ）は、茨城県出身の日本の柔道家。78kg超級の選手。現役時代の身長は161cm。体重96kg。血液型はO型。組み手は右組み。得意技は大内刈。

## 人物
柔道は6歳の時に石下体育協会柔道部で始めた。石下西中学から水戸葵陵高校へ進むと、2年の時にはインターハイの78kg超級決勝で熊本西高校3年の立山真衣に敗れるも2位となった。全日本ジュニアではこの年から4年連続で3位となった。3年の時にはインターハイで3位にとどまると、アジアジュニアでも3位だった。
帝京大学へ進学すると、同期には後のロンドンオリンピック57kg級で金メダルを獲得することになる松本薫がいた。1年の時には学生体重別の決勝で東海大学2年の立山に敗れて2位にとどまると、世界学生では3位だった。2年の時には優勝大会で2位、学生体重別では3位になった。3年の時には優勝大会で2位、学生体重別で3位になると、講道館杯では決勝まで進むが、コマツの杉本美香に敗れて2位だった。続く青島国際の78kg超級では2位だったが、無差別では優勝を飾った。嘉納杯では5位にとどまった。4年の時には体重別で3位になると、優勝大会では松本などとともに活躍してチームの優勝に貢献した。学生体重別と講道館杯ではそれぞれ3位だったが、グランドスラム・東京では5位にとどまった。
2010年には2年後の岐阜国体を見据えて、本田技研工業の関連企業にあたる岐阜県の丸順所属となると、実業個人選手権ではフォーリーフジャパンの立山を破って優勝した。世界団体では3位決定戦のみの出場となったが、ブラジルのマリア・アルテマンを背負投で破って3位となった。講道館杯では決勝で山梨学院大学4年の山部佳苗に敗れた。2011年の体重別では決勝で杉本に敗れた。ユニバーシアードの個人戦無差別では2位だったものの、団体戦では優勝を飾った。なお、世界選手権無差別代表に選ばれたが、ケガのため出場を辞退した。2012年には岐阜県チームの一員として国体成年女子の部に出場するも、準決勝で兵庫県の萩原久美子に敗れると、3位決定戦でも山梨県の山部に代表戦で敗れた。

## 主な戦績
(階級表記のない大会は全て78kg超級での成績)
- 2004年 - インターハイ 2位
- 2004年 - 全日本ジュニア 3位
- 2005年 - インターハイ 3位
- 2005年 - 全日本ジュニア 3位
- 2006年 - アジアジュニア 3位
- 2006年 - 全日本ジュニア 3位
- 2006年 - 学生体重別 2位
- 2006年 - 世界学生 3位
- 2007年 - ロシアジュニア国際 優勝
- 2007年 - 優勝大会 2位
- 2007年 - 全日本ジュニア 3位
- 2007年 - 学生体重別 3位
- 2008年 - 優勝大会 2位
- 2008年 - 学生体重別 3位
- 2008年 - 講道館杯 2位
- 2008年 - 青島国際 78kg超級 2位 無差別 優勝
- 2008年 - 嘉納杯 5位
- 2009年 - 体重別 3位
- 2009年 - 優勝大会 優勝
- 2009年 - 学生体重別 3位
- 2009年 - 講道館杯 3位
- 2009年 - グランドスラム・東京 5位
- 2010年 - 実業個人選手権 優勝
- 2010年 - 世界団体 3位
- 2010年 - 講道館杯 2位
- 2011年 - 体重別 2位
- 2011年 - ユニバーシアード 個人戦 無差別 2位 団体戦 優勝
- 2012年 - 国体成年女子の部　5位

(出典、JudoInside.com)